# Pestel-Institut für Systemforschung
1. REDIRECT Pestel Institut